# Gašper
Gašper je moško osebno ime.

## Izvor imena
Ime Gašper izhaja iz latinskih oblik imena Caspar, Gaspar ali Casparus, Gasparus, ki jih preko aramejskega ghizbar v  pomenu »zakladnik« razlagajo iz perzijske besede gaz-bar v pomenu »ki nosi zaklad«   (Gizbar→Gasbar→Gaspar→Caspar→Kaspar)

## Različice imena
Gašpar, Gašpa, Gašpe, Gašpo

## Tujejezikovne oblike imena
- pri Angležih: Casper
- pri Čehih: Kašpar
- pri Dancih, Norvežanih in Švedih: Kasper
- pri Fincih: Kasperi, Kasper
- pri Francozih: Gaspard
- pri Hrvatih: Gašpar
- pri Italijanih: Gaspare
- pri Kataloncih, Portugalcih in Špancih: Gaspar
- pri Latvijcih: Kaspars
- pri Madžarih: Gáspár
- pri Nemcih: Kaspar
- pri Nizozemcih: Kaspar, Caspar, Casper
- pri Poljakih: Kacper, Kasper, Gaspar
- pri Prekmurcih: Gašpar
- pri Rusih: Гаспар (Gaspar)
- pri Slovakih: Gašpar

## Pogostost imena
Po podatkih Statističnega urada Republike Slovenije je bilo na dan 31. decembra 2007 v Sloveniji število moških oseb z imenom Gašper: 4.577. Med vsemi moškimi imeni pa je ime Gašper po pogostosti uporabe uvrščeno na 58. mesto.

## Osebni praznik
Poeni od svetopisemskih legend je Gašper prvi izmed Svetih treh kraljev. V koledarju je ime Gašper zapisano 6. januarja.

## Priimki nastali iz imena
Iz imena Gašper so na Slovenskem nastali naslednji priimki: Gašpar, Gašper, Gašparič, Gašparin, Gašperšič, Gašperič, Gašperin, Gašperlin, Kaspar, Kasparec, Kasper, Kapš

## Zanimivost
V zvezi z imenom Gašper je na Slovenskem več besed in izrazov. Tako je npr. gášperček, bolj redko gášper, naziv za »majhna železna peč« .

## Znani nosilci
- Gašper Katrašnik
- Gašper Tič
- Gašper Troha